# Nett (Micronésie)
Nett ou Net est une municipalité de Pohnpei, dans le district du même nom, un des États fédérés de Micronésie. Elle compte 6 639 habitants en 2010.